# Yellowknife
Yellowknife je hlavní město kanadských Severozápadních teritorií. Leží v jižní části teritoria při severním břehu Velkého Otročího jezera na stejnojmenné řece. V roce 2011 mělo město 19 234 obyvatel.

## Partnerská města
- Reno, Nevada, USA
- Fairbanks, Aljaška, USA
- Jakutsk, Sacha, Rusko